# Jüdischer Friedhof (Netra)

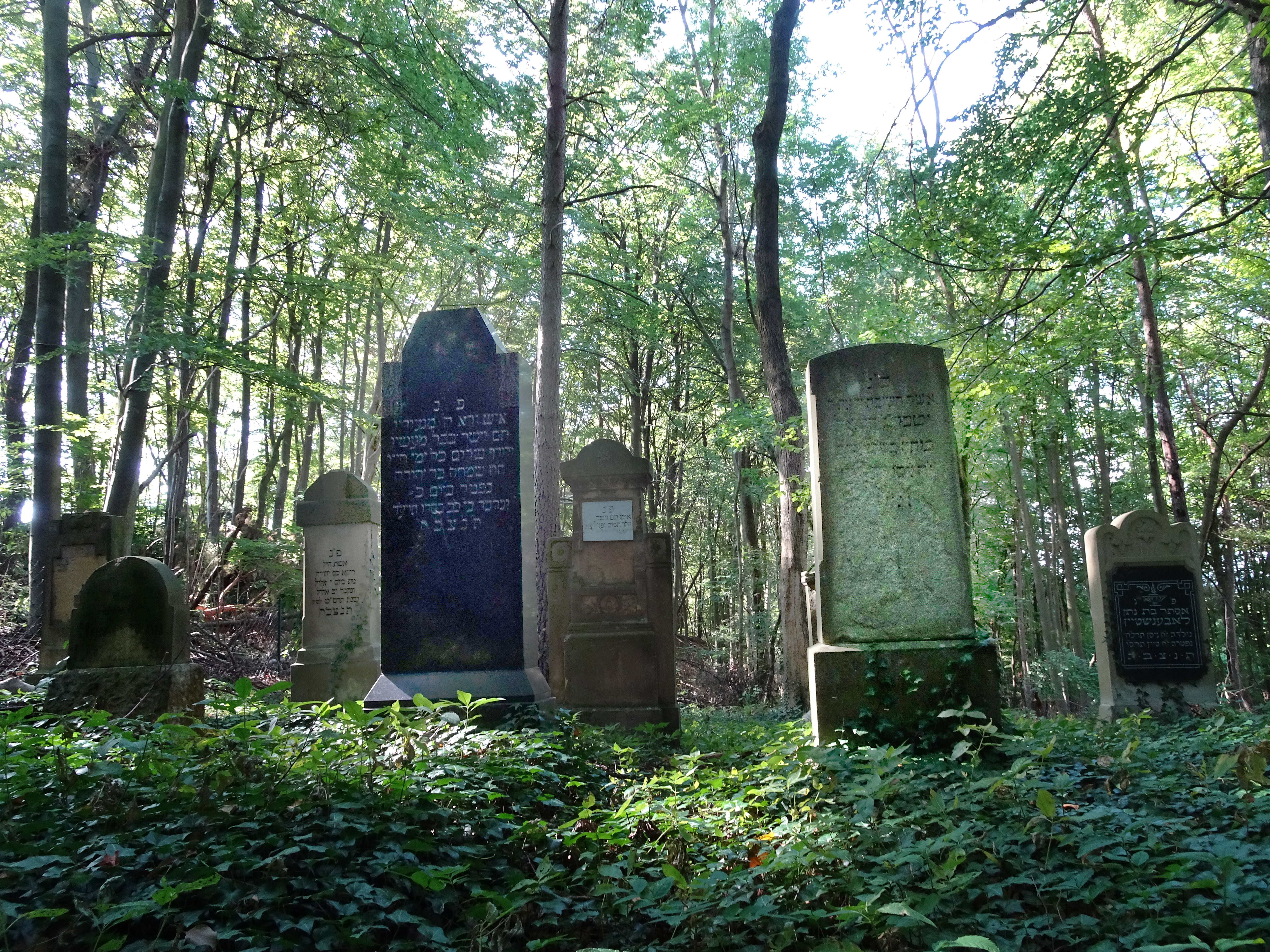
Jüdischer Friedhof Netra

Der Jüdische Friedhof Netra ist ein Friedhof im Ortsteil Netra der Gemeinde Ringgau im Werra-Meißner-Kreis in Hessen. Der Friedhof ist ein Kulturdenkmal.
Der 1600 m² große jüdische Friedhof befindet sich etwa eineinhalb Kilometer von Netra entfernt innerhalb des Waldes am Waldrand nahe der Straße von Netra nach Grandenborn. Von der Straße nach Grandenborn geht rechts ein forstwirtschaftlicher Fahrweg ab, der am Friedhof vorbeiführt.
Im Jahr 1985 wurden auf dem Friedhofsgelände 91 Grabsteine gezählt. Sie verteilen sich auf zwei Hauptreihen mit mehreren unregelmäßigen Abweichungen.

## Geschichte
Der Friedhof wurde Mitte des 19. Jahrhunderts angelegt und von 1855 bis 1938 belegt. Zeitweise wurde er auch von den in Datterode lebenden jüdischen Familien belegt, die zuvor ihre Toten in Reichensachsen beigesetzt hatten.

### Alter Friedhof
Ein erster jüdischer Friedhof befand sich in der Flur „Krückholz“ unterhalb des „Schulklopfes“ an der Netra-Röhrdaer Grenze nordwestlich des Dorfes. Dieser Friedhof, der bis zur Mitte des 19. Jahrhunderts benutzt wurde und von dem heute keine Spuren mehr erhalten sind, war wahrscheinlich ein gemeinsamer Friedhof der jüdischen Familien, die im nördlichen Ringgau lebten.